# Apologeticum de tribus capitulis
Apologeticum de tribus capitulis, conosciuto anche come Secondo Apologetico di Giuliano di Toledo, è una breve operetta in 18 capitoli redatta nel 686 che, come suggerisce il titolo, vuole essere la difesa di quelle espressioni problematiche del Primo Apologetico anche e soprattutto attraverso l’inserzione di un gran numero di citazioni prese dai Padri della Chiesa a testimonianza dell’ortodossia della Chiesa Visigota, che era stata messa in dubbio da papa Benedetto II e dalla Sede Apostolica.

## La storia dell'opera
Il Secondo Apologetico non è giunto integralmente, ma se ne possiede un buon estratto grazie al fatto che fu inserito negli atti del XV Concilio di Toledo del 688, i quali si sono tramandati. Nella parte conservata si può notare un Giuliano impegnato nella difesa della sua affermazione per cui in Cristo esistono tre sostanze (corpo, anima e divinità) che era stata vista di fatto come eretica da Roma: Giuliano mette in mostra tutta la sua conoscenza della Bibbia e dei Padri della Chiesa anche greci, dando quindi un solido e tradizionale fondamento alle sue idee.
Il testo nasce a seguito della presa di posizione di papa Benedetto II: dopo aver letto il Primo Apologetico sia i teologi di Roma sia il pontefice videro come eterodosse alcune posizioni di Giuliano e misero la Chiesa visigota nel mirino della critica. Benedetto II ordinò al chierico inviato da Giuliano a Roma nella legazione con il Notarius di tornare a Toledo e di riferire le posizioni di Roma: è rilevante notare che Benedetto II non consegnò al chierico nessuna spiegazione scritta, ma disse a lui le critiche da riferire a Giuliano solo oralmente e questo il metropolita di Toledo non lo perdonò al punto tale che nel Secondo Apologetico senza troppi giri di parole critica Roma e il Papa tacciandoli di leggerezza e sufficienza nei confronti della Chiesa spagnola. In ogni caso, quando da Giuliano giunse il chierico di ritorno da Roma egli fu colto di sorpresa nell’ascoltare le critiche del papa tanto da ritenere opportuno rispondere immediatamente alle obiezioni papali. Il Secondo Apologetico venne inviato prontamente a Roma nel 686. Nel frattempo, Giuliano convinse il nuovo re Egica (Ervigio era morto nel 687) a convocare il XV Concilio di Toledo nel maggio del 688. In esso si discusse sulla querelle con Roma e sulle posizioni della Chiesa visigota, ossia, di fatto, si discusse del Secondo Apologetico: ci si lamentava della superficialità di Roma, dell'altezzosità dei teologi della curia papale, della bontà delle idee di Giuliano e della Chiesa ispanica rafforzate da citazioni prese dalla più pura tradizione ecclesiastica.
La parte finale dell’opera è un vero e proprio comunicato di sfida e di potere da parte di Giuliano e della Chiesa visigota nei confronti di Roma: quelli che si distaccano dagli insegnamenti dei Padri della Chiesa sono i teologi romani e, soprattutto, che la Chiesa visigota non ha bisogno di nessuno che le faccia da maestra, nemmeno la Chiesa di Roma. Non era la prima volta che la Chiesa ispanica e quella di Roma erano entrate in una forte tensione: durante il VI Concilio di Toledo, qualche anno prima, il vescovo di Saragozza, Braulione, aveva alzato i toni in maniera piuttosto vigorosa di fronte a delle critiche ricevute da papa Onorio I. Giuliano, legittimato dal suo acume intellettuale, dalla bontà delle sue idee e da questo precedente, decise anch’egli di non restare supino di fronte a Roma, ma di reagire, mostrando l’alto livello intellettuale e di autorità che la Chiesa visigota aveva raggiunto in quegli anni, così forte da reggere e di fatto vincere due scontri con Roma. Infatti, il seguito degli eventi è alquanto inaspettato: Benedetto II era venuto a mancare e i suoi due successori, Giovanni V e Conone, restarono per pochissimo tempo sul soglio pontificio. Fu infine Sergio I a prendere in mano la questione decidendo di approvare quanto scritto da Giuliano col Secondo Apologetico e di congratularsi con lui e la Chiesa visigota per l’alto grado di preparazione. Sergio I predispose addirittura che l’opera venisse tradotta in greco e spedita a Costantinopoli.
La tradizione del Secondo Apologetico è particolare: come già detto, l’opera è andata per la maggior parte perduta, eppure, studi molto attenti, hanno permesso di recuperarne alcuni frammenti.
In un suo studio Martínez Díez riuscì a individuare tre diverse raccolte di concili ispano-visigoti datati tra il 633-636 e il 694-702. La seconda di queste è costituita da 6 manoscritti ripartiti equamente in due famiglie: la famiglia gallica e quella toletana. Questa raccolta è detta Recensione Juliana dal momento che ci sono forti indizi che sia il lavoro di Giuliano di Toledo e poiché contiene i concili toletani dal quinto fino al dodicesimo. Stando così la situazione, il Secondo Apologetico, frutto del XV Concilio, non dovrebbe essere inserito all’interno di questa raccolta. Tuttavia, all’interno della famiglia gallica il Manoscritto V è stato contaminato da un manoscritto perduto della terza raccolta di concili ispano-visigoti, ossia la raccolta catalana, che conteneva estratti del Secondo Apologetico. Inoltre, anche i tre manoscritti della famiglia toletana sono stati contaminati e anch’essi riportano piccole porzioni del testo, che in questo modo è riuscito parzialmente a conservarsi e a giungere fino ad oggi.

## Edizioni
- Sancti Iuliani Toletanae sedis episcopi opera Pars. 1 (Corpus Christianorum Series Latina, CXV), a cura di J.N. Hillgarth, Turnhout, 1976.